# Violinkoncert Nr. 1 (Sjostakovitj)
Violinkoncert Nr. 1 blev komponeret af Dmitrij Sjostakovitj i 1947-48. Shostakovich havde ligesom flere andre kunstnere begrænset frihed under Stalin, så koncerten blev ikke opført umiddelbart efter færdiggørelsen. Den undergik en del ændringer inden den for første gang blev opført den 29. oktober 1955. Stalins død i 1953 forårsagede et politisk tøbrud, hvor eksempelvis kunstnere fik større frihed.
Koncertens kadence er betydeligt længere end en normal kadence − ikke at forveksle med en tonal kadence.

## Instrumentering
- Piccolofløjte
- Fløjte 1, 2
- Obo 1, 2
- Clarinet i Cb 1, 2, 3
- Clarinet
- Fagot 1, 3
- Fagot i C
- Tamburin
- Solo violin
- 1. Violin
- 2. Violin
- Bratsch
- Violincello
- Kontrabas
- Pauker

Instrumenteringen er meget varierende fra takt til takt, men der er en tendens til at komme flere og flere instrumenter på jo længere henne i satsen vi er. I starten er der kun fløjte, violin og klarinet, men efter 30 takter bliver piccolofløjte og obo tilføjet osv. Det vil altså også sige at satsen udvider sin svulstighed igennem satsen, da den får flere instrumenter.

## Sats 1: (Nocturne)
Nocturne er navnet på første sats. Nocturne er en betegnelse for drømmende, sværmerisk stemning, uden nogen bestemt form.
Taktart
I hele første sats skifter tonearten frem og tilbage hele 25 gange. Taktarten går i 4/4 og skifter henholdsvist til 3/4 , 3/2 og tilbage til 4/4 gentagende gange i satsen. Alle tilfældene ses herunder:
4/4 og skifter i takt 17 til ¾ -  tilbage til 4/4 dele i takt 18 og tilbage til ¾ i takt 19. 
I takt 22 skifter den tilbage til 4/4. I takt 25 skifter den til 3/2 og tilbage i 4/4 i takt 27. I takt 35 til ¾ og i 36 tilbage til 4/4. i 57 skifter den til 3/2 og i 58 tilbage til 4/4. I 62 skrifter den til 3/2 og i 63 tilbage til 4/4. 86 til 3/2 og 87 til 4/4 igen. 107 til ¾. 110 til 4/4. 111 til ¾. 113 til 4/4. 147 til 3/2 og i 148 til 4/4. 151 til 3/2 og 152 4/4 og i 152 til 3/2 og i 154 tilbage til 4/4. 
Stykket begynder pianissimo hvor det hele bliver præsenteret. Det indledes med en violinsolo med et kort orkestralt mellemspil. Da satsens højdepunkt opnås, er alle betydelige melodiske og rytmiske oplysninger allerede blevet præsenteret.  

## Sats 2: Scherzo
I anden sats af Shostakovich’ symfoni er der en scherzo, som på italiensk betyder vittighed. Men musikalsk betyder en scherzo en instrumental sats, som ofte er legende eller munter, heraf ordet. Satsen i denne symfoni er også en instrumental sats.
Satsen er sammensat af flere forskellige jødiske musiske temaer. Begyndelses temaet er en form af en Hasidic dans med en struktur på 2 takter, som bliver gentaget igen og igen indtil satsen går over i B delen som er skrevet i 2/4.
Når satsen skifter tilbage til 3/8 er tempoet noteret 104 og vi er tilbage til temaet fra begyndelsen, dog nu i en form af en fuga mellem solo violinen og resten af orkestret.
Intrumentering
- Piccolofløjte
- Fløjte 1, 2
- Obo 1, 2
- Clarinet i Cb 1, 2, 3
- Clarinet
- Fagot 1, 3
- Fagot i C
- Tamburin
- Solo violin
- 1. Violin
- 2. Violin
- Bratsch
- Violincello
- Kontrabas
- Pauker

Instrumenteringen er meget varierende fra takt til takt, men der er en tendens til at komme flere og flere instrumenter på jo længere henne i satsen vi er. I starten er der kun fløjte, violin og klarinet, men efter 30 takter bliver piccolofløjte og obo tilføjet osv. Det vil altså også sige at satsen udvider sin svulstighed igennem satsen, da den får flere instrumenter.
Taktart: 3/8
Toneart: Starter i Bbm og ender i Bb
Form: A-B-A’(B-A)

## Sats 3: Passacagliaen
Passacagliaen er den mest kendte sats fra koncerten. Den står i kontrast til den livlige anden sats Scherzo og den genindfører melodik til stykket. Nocturnen og Passacagliaen har meget tilfælles ikke kun i rytme og længde, men også på den måde de udfolder sig melodisk. Passacagliaen er den mest følelsesladede del af koncerten og den giver solisten mulighed for at udtrykke sig. Satsen ender ud i en stor kadence, som er en overgang til Burlesque finalen.
Satsens taktart er ¾ og varer ca. 14min. Tonearten er a-mol og det stemmer overens med den meget melankolske og triste stemning.
Instrumentering:
- Valdhorn
- Fagot
- Klarinet
- Tuba
- Timpani
- Violin
- Kontrabas
- Cello

Passacagliaens ostinat, som primært spilles af kontrabassen og celloen, strækker sig over 17 takter, hvilket er atypisk for en passacaglia.

## Sats 4: Burlesque
Instrumenter
- Violin - solo
- Paogaer
- Xylophon(maramba)
- Fløjter

Stykket er meget tjept og starter stort ud. Temaet introduceres næsten med det samme.
Der er variation i tempoet igennem stykket. Soloviolinen skifter mellem skalaer, og derfor virker stykket ret diffust.
Burlesque var et ord, der typisk blev sat sammen med komedie, dramatik og tit gør grin med seriøse emner.
Det passer fint med de varierende styrker i volumen igennem stykket, og alt er smukt. Der er lidt en essens af Champagnegalop over starten af stykket, især med xylofonerne blandet med strygerne der kører en kamp mod hinanden. 
Taktart: Taktarten starter med 2/4 dele, men skifter løbende igennem stykket
Toneart: a-mol

## Forskellige Udgaver
Violinkoncerten er blevet udgivet af flere forskellige udgivere. Der er i de forskellige udgaver, især i anden satsen, større forskel på tempo markeringerne og i nogle tilfælde som i B delen af 2nd satsen er der forskel på noder og harmonier enkelte steder, især i violinstemmen.
Forskellige tempo markeringer kan også findes i Sikorsky udgave af violinkoncerten af solo stemmen og klaver reduktionen. 
For det meste er der større forskel på de angivne tempi i den første sats, og begyndelsen af anden satsen. I den anden sats a violinkoncerten bliver der ofte noteret enten 126 BPM eller 104, som når temaet kommer igen i Fugen senere i satsen.